# Hidrozincita
La hidrozincita, també anomenada flor de zinc, és un mineral de la classe dels carbonats compost en tres quartes parts de zinc. El nom deriva del grec hidros, que significa aigua, i de zinc, per la seva composició química. Va ser descrita per primera vegada per Gustav Adolph Kenngott, l'any 1853.

## Característiques
La hidrozincita és un hidroxicarbonat de zinc. Cristal·litza en el sistema monoclínic. Poques vegades forma cristalls i el normal és trobar-la en masses terroses o crostes. És un mineral important en la indústria minera d'obtenció del zinc, però només si es troba en masses importants perquè sigui econòmicament rendible. Es pot confondre visualment amb la brianyoungita, un carbonat-sulfat de zinc molt similar. Es troba químicament relacionada amb la parádsasvárita.
Segons la classificació de Nickel-Strunz, la hidrozincita pertany a «05.BA: Carbonats amb anions addicionals, sense H₂O, amb Cu, Co, Ni, Zn, Mg, Mn» juntament amb els següents minerals: atzurita, georgeïta, glaucosferita, kolwezita, malaquita, mcguinnessita, nul·laginita, pokrovskita, rosasita, zincrosasita, txukanovita, auricalcita, holdawayita, defernita, loseyita i sclarita.

## Formació i jaciments
La hidrozincita és un mineral de formació secundària que es troba en les zones d'oxidació dels dipòsits de minerals del zinc. Sobretot es troba a la part superior dels jaciments, associat a la smithsonita. És producte d'alteració generalment de la blenda, així com de l'hemimorfita i de l'smithsonita. Sol trobar-se associada a altres minerals com: auricalcita, calcita, cerussita, hemimorfita, limonita i smithsonita. Als territoris de parla catalana ha estat descrita a la mina Eugenia (Bellmunt del Priorat, Priorat).